# خلايا معوية أليفة الكروم
الخلايا المعوية أليفة الكروم (إنتيركرومافين)، المعروفة أيضًا باسم خلايا كولشيتسكي، هي نوع من الخلايا الصماوية المعوية والخلايا العصبية الصماء. توجد بجانب الظهارة المبطنة لتجويف القناة الهضمية وتلعب دورًا مهمًا في تنظيم الجهاز الهضمي، خاصةً حركية الأمعاء ومفرزاتها. اكتشفها نيكولاي كولشيتسكي.
تعدل الخلايا المعوية أليفة الكروم إشارات العصبونات في الجهاز العصبي المعوي عبر إفراز الناقل العصبي سيروتونين والببتيدات الأخرى. نظرًا لأن الأعصاب المعوية الواردة والصادرة لا تبرز في تجويف الأمعاء، تعمل الخلايا المعوية أليفة الكروم كأدوات للنقل الحسي. يعمل السيروتونين الموجود في الجهاز العصبي المعوي بالتآزر مع هرمونات الجهاز الهضمي الأخرى لتنظيم الاستجابات المعوية الحسية والحركية. تستجبب الخلايا المعوية أليفة الكروم لكل من المحفزات الكيميائية والعصبية. تتفاعل هذه الخلايا أيضًا مع التحفيز الميكانيكي، كما في المنعكس التمعجي (الدودي) للأمعاء، ويمكن تحفيزها بواسطة بلعة تتحرك عبر الأمعاء. عند تفعيلها، تحرر الخلايا المعوية أليفة الكروم السيروتونين ليمارس تأثيره على مستقبلاته الموجودة على عصبونات الجهاز العصبي المعوي. بحسب التركيز، يمكن للسيروتونين تعديل التقبضات التمعجية والإفرازات من خلال تحفيز العضلات الملساء والغدد، على التوالي.
تُعرف الخلايا العصبية الرئوية الصماء في السبيل التنفسي باسم خلايا كولشيتسكي القصبية.

## البنية
الخلايا المعوية أليفة الكروم هي خلايا صغيرة متعددة الأضلاع تقع في الخبايا بين الزغابات المعوية. يمكن تمييزها عن الخلايا الأخرى في الخبايا الظهارية المعدية المعوية من خلال وجود حبيبات قاعدية تحتوي على السيروتونين والببتيدات الأخرى. من حيث البنية الدقيقة، تبين أن هذه الحبيبات تختلف في الحجم والشكل وتعتبر متعددة الأشكال.
تتواصل معظم الخلايا المعوية أليفة الكروم مع تجويف الخبايا المعوية من خلال زغيبات طرفية (نتوءات) وتوصف بأنها «مفتوحة». لا تبرز نسبة من الخلايا المعوية أليفة الكروم في تجويف الخبايا وتوصف حينها بأنها «مغلقة». عادةً ما تمتد الخلايا المعوية أليفة الكروم إلى الصفيحة القاعدية ذات الامتدادات السيتوبلازمية التي تمر عبر النسيج الضام والغدد المجاورة. تحتوي الأنسجة الموجودة أسفل الخلايا المعوية أليفة الكروم عادةً على شعيرات دموية منوفذة وفيرة وأوعية لمفية وألياف عصبية صغيرة عديمة الميالين. يمكن للسيروتونين المفرز أن يدخل ضمن الأوعية الثابتة (يُنقل في الدم عبر الصفيحات الدموية) أو يمارس تأثيره على النهايات العصبية المشبكية.

### التوزع
عُثر على خلايا معوية أليفة الكروم مجتمعة في مواقع محددة في جميع أنحاء الجهاز الهضمي، غالبًا في الأمعاء الدقيقة والقولون والزائدة الدودية. تختلف نسب تجمعات الخلايا عالية الكثافة بين الأنواع، ويُعزى ذلك إلى الاختلافات في المتطلبات الغذائية والخصائص الفسيولوجية.

### الخلايا شبيهة المعوية أليفة الكروم
الخلايا شبيهة المعوية أليفة الكروم هي مجموعة من الخلايا الموجودة في وهدات المعدة ضمن ظهارة التجويف المعدي وتفرز الهستامين. استجابةً للغاسترين الذي تطلقه الخلايا جي المجاورة، يعمل الهستامين المفرز من الخلايا شبيهة المعوية أليفة الكروم على الخلايا الجدارية لتحفيز تحرر الحمض المعدي. يعد وجود الخلايا شبيهة المعوية أليفة الكروم أمرًا بالغ الأهمية في تنظيم إفراز حمض المعدة المُحرض بواسطة الغدد الصماء. تعد الخلايا شبيهة المعوية أليفة الكروم من الناحية النسيجية مشابهة للخلايا المعوية أليفة الكروم ومن هنا أتت تسميتها. مع ذلك، تعد نوعًا مختلفًا من الخلايا ولا تمتلك أي آليات لاصطناع السيروتونين.

## التطور
خلال نمو أجنة الكتاكيت، شوهدت الخلايا المعوية أليفة الكروم في خزعات من أنسجة القناة الهضمية النامية قبل هجرة خلايا العرف العصبي. رغم أن الخلايا المعوية أليفة الكروم تملك خصائص عصبية صماوية وتتشابه كيميائيًا ونسيجيًا مع خلايا لب الكظر، لا تعد من مشتقات العرف العصبي ولا تشترك معها بخلايا سلفية. يُعتقد أن الخلايا المعوية أليفة الكروم مشتقة من الأديم الباطن وتنحدر من الخلايا الجذعية التي تشكل أنواعًا أخرى من الخلايا الظهارية في تجويف القناة الهضمية.

## الوظيفة
تتمثل الوظيفة الأساسية للخلايا المعوية أليفة الكروم في اصطناع السيروتونين وإفرازه لتعديل العصبونات في القناة الهضمية. يُصنف السيروتونين، الذي يُسمى أيضًا 5-هيدروكسي التريبتامين (5-إتش تي)، كهرمون وناقل عصبي وميتوجين. يُعرف بالدرجة الأولى بدوره في الجهاز العصبي المركزي ولكنه يلعب دورًا مهمًا في الجهاز العصبي المحيطي أيضًا، مع تجمع أكبر نسبة من السيروتونين الداخلي في القناة الهضمية (90% من المخزون الداخلي). في الجهاز العصبي المعوي، يعد السيروتونين مُعدلًا أساسيًا للنقل الحسي وإفراز المخاط. يمكن تحفيز تحرر السيروتونين من الخلايا المعوية أليفة الكروم عبر العديد من المحفزات، خاصةً انتفاخ اللمعة (التجويف) أو التعصيب اللاودي أو التغيرات في التراكيز التناضحية في محتويات الأمعاء.

## الأهمية السريرية

### متلازمة القولون المتهيّج
متلازمة القولون المتهيج هي حالة متنوعة ترتبط بانزعاج مزمن في الأمعاء وآلام في البطن تتراوح شدتها بين المرضى. ارتبطت التراكيز غير الطبيعية من السيروتونين بمتلازمة القولون المتهيج، إذ تسبب التراكيز العالية زيادة حركية الجهاز الهضمي والإفرازات المخاطية من الغشاء المخاطي للأمعاء. غالبًا ما يتظاهر القولون العصبي الحاد بحالات إمساك مزمن أو إسهال مزمن، وتبين ارتباط مجموعات الخلايا المعوية أليفة الكروم غير الطبيعية بكلتي الحالتين. لدى المرضى الذين يعانون من متلازمة القولون المتهيج التالية للعدوى، أظهرت خزعات من المستقيم زيادة كبيرة في مجموعات الخلايا المعوية أليفة الكروم المرتبطة بأعراض الإسهال.

### المتلازمة السرطاوية
المتلازمة السرطاوية هي حالة نادرة تتميز بزيادة غير طبيعية في الهرمونات النشطة بيولوجيًا في الدوران، خاصةً السيروتونين، مع أعراض مبكرة تشمل الإسهال وتشنج البطن وهجمات من الاحمرار. عادةً ما يُصنّع الفائض من السيروتونين في الدوران بواسطة أورام سرطانية تنشأ من الخلايا المعوية أليفة الكروم في الأمعاء الدقيقة أو الزائدة الدودية. تنمو الأورام ببطء، ولكنها قد تنتقل إلى الكبد إذا كانت عدوانية. قد تكون موجودة أيضًا في مواقع أخرى، لا سيما الرئة والمعدة.

## التاريخ
يأتي اسم الخلايا المعوية أليفة الكروم (إنتيروكرومافين) من الكلمة اليونانية «إنتيرون»، بمعنى معوية، و«كرومافين» التي تجمع بين كلمتي كروميوم وإفينيتي (ألفة)، إذ يمكن رؤيتها عند تلوينها بأملاح الكروم. تشترك الخلايا أليفة الكروم (في لب الكظر)، التي تحمل اسمًا مشابهًا، مع الخلايا المعوية أليفة الكروم في هذه الخاصية وتشبهها من الناحية النسيجية. مع ذلك، أصولها الجنينية مختلفة تمامًا ولا تمتلك وظائف مماثلة.